# Thomas Karamessines
Thomas Hercules Karamessines fue el Director Adjunto de Planificación de la Agencia Central de Inteligencia de los Estados Unidos desde el 31 de julio de 1967 hasta el 27 de febrero de 1973. Karamessines participó activamente en el Proyecto FUBELT de la CIA para socavar el gobierno del presidente chileno Salvador Allende.

## Destinaciones
Fuente
1. Grecia 1945-1953, Oficina de Servicios Estratégicos[2]
2. Italia 1962-1964, Como Jefe de la Estación de Roma dirige la actividad encubierta contra los comunistas italianos[3]
3. Bolivia 1967
4. Estados Unidos 1967. 
  1. Thomas H. Karamessines en 1967 comenzó una operación para controlar la prensa contra la guerra. En un telegrama del 08/04/67 eres el nuevo Grupo de Operaciones Especiales (SOG) en la sección de contrainteligencia. Angleton Dick Ober designado para coordinar la SOG y ampliar su investigación para abarcar censuras clandestinas a la prensa entera - y algunos de 500 periódicos. El SOG fue designado como MHCHAOS.[4] La CIA asignó al espionaje político nacional al más alto nivel de prioridad. Las SOG Ops aumerntaron a sesenta agentes de campo, así como otros aspectos de la CIA. Debido al gran número de informes generados por computadoras se utilizaron por primera vez para manejar el tráfico. La CIA coordinó sus esfuerzos con agentes del ejército, la policía local y el FBI. La penetración de las publicaciones periódicas contra la guerra fue su principal misión . John Ferrera , un estudiante fue reclutado para penetrar en varios medios de comunicación contra la guerra. Se detallan los éxitos de Ferrera. El FBI usó a sus agentes a crear disensiones dentro de los grupos de protesta. Ober se había basado en contratos de servicios internos de la CIA (DCS), pero estaba experimentando resistencia.[5]
5. Chile 1970-1973[6]
  1. Chile: para supervisar la operación encubierta especial "Proyecto FUBELT" contra el presidente chileno Salvador Allende, de acuerdo a 16 de septiembre de 1970 con el director de la CIA Richard Helms.[6]
  2. 16 de octubre de 1970, de acuerdo con el cable instructivo de operación de la CIA en la conspiración golpista, un cable secreto, ... Thomas Karamessines, transmite las órdenes de Kissinger al jefe de la CIA en Santiago, Henry Hecksher: "Es política firme y continua que Allende sea derrocado por un golpe de Estado ". La "guía de funcionamiento" deja claro que estas operaciones se llevarán a cabo con el fin de ocultar la "mano de Estados Unidos", y que la CIA es hacer caso omiso de las órdenes en contrario del embajador Korry, que no ha sido informada de las operaciones de la Vía II..[6]

## Opinión de subordinados
...."Si hay un rasgo que puede decirse que caracterizan a Richard Helms,  es el control. Él no se revela emociones . Tanto Lyman Kirkpatrick (inspector general de la CIA desde 1953 hasta 1962) y Thomas Karamessines -  rivales,  fueron subordinados francamente leales  No era un hombre para protestar en el acaloramiento de una discusión. "No vamos a averiguar si Helms nunca hizo eso", dijo Kirkpatrick, "a menos que le dice por sí mismo, porque no es el tipo de cosa que haría frente a la gente". Karamessines tiene el mismo punto de vista en una discusión acerca de Chile. "Si Helms nunca protestó ante un Presidente, que lo hizo muy en privado, y déjenme decirles, no habría ningún tercero para saberlo. "Casi podría decirse que Helms]] manejó su vida emocional como lo había hecho la CIA, y guardaba todo en su interior...
HSCA (Comité Selecto de la Cámara sobre Asesinatos o House Select Committee on Assassinations)

## Derrocamiento de Allende
Un memorándum, recientemente desclasificado, revela una conversación en la Casa Blanca el 15 de octubre de 1970 entre Henry Kissinger, el vicedirector de Planificación de la CIA Thomas Karamessines, y el general Alexander Haig.
Allí Kissinger planteó su deseo de “que nuestro aliento a las fuerzas armadas chilenas en semanas recientes fuera mantenido tan secreto como sea posible”.
La reunión concluyó luego de que Kissinger afirmara que la CIA debería mantener “ la presión sobre Allende en todos los puntos débiles que se puedan encontrar.”
Karamessines afirmó que la CIA obedecería.Un día después, Thomas Karamessines, envió una guía operativa al jefe de la CIA en Santiago de Chile. El documento hasta ahora secreto dice:
“1. Políticas, objetivos y acciones fueron discutidos a alto nivel del gobierno de Estados Unidos en la tarde del 15 de octubre. Las conclusiones, que serán su guía operativa, siguen a continuación:
2. El derrocamiento de Allende por medio de un golpe de estado es nuestra política firme y continua. Sería muy preferible que esto suceda antes del 24 de octubre. Debemos continuar generando el máximo de presión posible para lograrlo y utilizar todos los recursos apropiados. Es imperativo que estas acciones sean implementadas clandestina y seguramente para que la mano del gobierno estadounidense siga bien oculta. Aunque esto nos impone un alto grado de selectividad al realizar contactos militares y dicta que estos contactos sean realizados de la manera más segura posible.
6. Por favor revise todas sus actividades presentes y futuras para incluir propaganda, operaciones en negro, descubrimiento de inteligencia o desinformación, contactos personales, o cualquier otra cosa que pueda conjurar su imaginación para proseguir hacia nuestro objetivo de una manera segura. “

....“ El presidente ha decidido que la postura pública de Estados Unidos sea correcta pero distante hacia el gobierno de Allende, para impedir que logre consolidar su régimen; pero que Estados Unidos buscará maximizar la presión sobre el gobierno de Allende para impedir su consolidación y limitar su habilidad de implementar políticas contrarias a los intereses estadounidenses y hemisféricos.
Documento de Seguridad Nacional, con fecha 9 de noviembre de 1970 firmado por Henry Kissinger

## Muerte
Thomas Karamessines murió de un aparente ataque cardíaco a la edad de 61 años el 4 de septiembre de 1978 en su casa de vacaciones en Grand Lake, en Quebec. Dirigió la parte de operaciones clandestinas de la CIA después de que Richard Helms fue promovido desde esa posición a la cabeza de la CIA. David Phillips, agente de los trucos sucios la CIA que hacia los discursos públicos de apoyo al Director Adjunto de los planes (trucos sucios) trabajó para Karamessines. Su conocimiento del Asesinato de John F. Kennedy y papel de la CIA en su cobertura fue, sin duda, heredada desde Helms.